# Mount Wuteve
Mount Wuteve är ett berg i Liberia.   Det ligger i regionen Lofa County, i den norra delen av landet, 230 km norr om huvudstaden Monrovia. Toppen på Mount Wuteve är 1 440 meter över havet.
Terrängen runt Mount Wuteve är huvudsakligen kuperad, men åt nordväst är den platt. Mount Wuteve är den högsta punkten i trakten. Trakten runt Mount Wuteve är nära nog obefolkad, med mindre än två invånare per kvadratkilometer. I omgivningarna runt Mount Wuteve växer i huvudsak städsegrön lövskog.